# Fédération Autonomiste
Fédération Autonomiste (FA; in italiano Federazione Autonomista) è stato un partito politico italiano, di orientamento regionalista e centrista, attivo in Valle d'Aosta dal 1998 al 2013.
Il partito nacque dalla confluenza di due distinti soggetti politici, il partito degli Autonomisti Democratici Progressisti (fondato  nel 1984) e l'Alleanza Popolare Autonomista (fondata nel 1992).

## Storia
FA si presenta per la prima volta in occasione delle elezioni regionali in Valle d'Aosta del 1998, alle quali ottiene il 9,7% dei voti e quattro seggi.
Nel 2001, Féderation forma insieme agli Autonomisti – Autonomistes il movimento Stella Alpina, che partecipa alle elezioni regionali del 2003 come alternativa alla coalizione di centrosinistra formata da Union Valdôtaine e Democratici di Sinistra. La lista Stella Alpina ottiene solo il 19,8% dei voti e Fédération torna a formare il suo gruppo, uscendo dalla Stella Alpina e avvicinandosi ai DS.
Il 26 febbraio 2005 entra nell'Ulivo, federazione di partiti di centrosinistra formata a livello nazionale da DS, Margherita, SDI e Repubblicani Europei.
Alle elezioni politiche del 2006, FA costituisce insieme all'Union Valdôtaine e alla stessa Stella Alpina la lista autonomista Vallée d'Aoste - Autonomie Progrès Fédéralisme, che viene però sconfitta dalla neonata formazione Autonomie Liberté Démocratie (formata da Renouveau Valdôtain, Vallée d'Aoste Vive, e la coalizione di centrosinistra dell'Unione).
Alle elezioni politiche del 2008, FA conferma l'adesione alla lista comune che riesce a eleggere il proprio rappresentante al Senato.
In occasione delle elezioni regionali del 2008, ha ottenuto 6,2% dei voti e due seggi, ed è entrata nella coalizione di maggioranza nel governo regionale con l'Union Valdôtaine e la Stella Alpina.
Il 15 gennaio 2013 l'ex segretario Leonardo La Torre lascia il partito, la cui rappresentanza in consiglio regionale si è così ridotta a un solo consigliere.
Alle elezioni politiche del 2013, si presenta nuovamente con proprio contrassegno nella lista Vallée d'Aoste, che riesce questa volta a eleggere i propri rappresentanti sia al Senato che alla Camera.
Il 21 marzo 2013 Fédération Autonomiste e Unione di Centro hanno annunciato un'intesa in vista delle elezioni regionali del 2013, per rafforzare l'area autonomista moderata e cattolica. In tali elezioni raccoglie tuttavia solo il 2,18% dei voti, non riuscendo così ad eleggere nessun consigliere regionale.
Alle elezioni regionali valdostane del 2013, la Fédération Autonomiste non ha eletto nessun consigliere regionale, dopo 15 anni di presenza ininterrotta nel Consiglio. A seguito del risultato deludente, Lavoyer rassegnò le dimissioni da segretario del partito. Nel 2014 il partito venne sciolto e dalle sue ceneri nacque il nuovo movimento "Creare VdA".

## Controversie
In occasione delle elezioni regionali del 2010 in Piemonte, si è presentata, in una coalizione che comprendeva anche Grilli Parlanti-No Euro, Forza Nuova e UDEUR, una lista denominata Destra Sociale, ideata da Fiamma Tricolore, nel cui contrassegno compariva anche il simbolo di Fédération Autonomiste. Il segretario di FA Leonardo La Torre ha smentito un accordo con Fiamma Tricolore, sostenendo di aver concesso l'uso del simbolo esclusivamente alla Democrazia Cristiana di Giuseppe Pizza solamente per evitarle la raccolta delle firme per presentare le liste, e annunciando quindi azioni legali nei confronti di Fiamma Tricolore.

## Risultati elettorali
|                           | Voti  | %    | Differenza (%) | Seggi  | Differenza (seggi) |
| ------------------------- | ----- | ---- | -------------- | ------ | ------------------ |
| Elezioni regionali (1998) | 7.561 | 9,66 | Stabile        | 4 / 35 | Stabile            |
| Elezioni regionali (2008) | 4.536 | 6,17 | 3,49           | 2 / 35 | 2                  |
| Elezioni regionali (2013) | 1.572 | 2,18 | 3,99           | 0 / 35 | 2                  |